# Matteria
Matteria (in sloveno Materija) è un paese nel Carso della Slovenia, frazione del comune di Erpelle-Cosina.
La località, che si trova a 507,3 metri s.l.m. ed a 9,2 chilometri dal confine italiano, è situata alle pendici sud dei colli birchini, sulla strada Trieste-Fiume.

La valle in cui si trova l'insediamento prende il nome dal paese (in sloveno Matarsko Podolje) mentre in italiano è nota come solco di Castelnuovo.

## Storia
Abitata dalla tribù celtica dei Menocaleni, in epoca romana fu nota come Ad Malum, ossia "al Melo"; il suo nome odiernamente deriva da "matta" che significa masseria, ovvero una tenuta agricola; fu un presidio romano attestato epigraficamente come di proprietà di Gaio Lecanio Basso, console nel 40 d.C. e proprietario di terreni e fabbriche di laterizi ed anfore in Istria.

Dopo la caduta dell'Impero romano d'Occidente, e la parentesi del Regno ostrogoto fino al 539, in Istria si insediarono i bizantini che in seguito subirono la penetrazione temporanea nella penisola dei Longobardi. Dopo una parentesi di dominazione longobarda dal 751 ad opera del loro re Astolfo, l'Istria tornò in mano bizantine dal 774.
Nel 788 Carlo Magno, re dei Franchi, occupò l'Istria inglobandola nel Regnum Italiae affidato da Carlo al figlio Pipino; nell'803 venne istituita la Marchia Austriae et Italiae che comprendeva il Friuli, la Carinzia, la Carniola e l'Istria. Alla morte di Pipino nell'810, il territorio passò in mano al figlio Bernardo.
Con la morte di Carlo Magno nell'814 la carica imperiale passò a Ludovico I che affidò il Regno d'Italia al suo primogenito Lotario, il quale già nell'828 (dopo aver deposto Baldrico per non aver saputo difendere le frontiere orientali dagli Slavi) divise la parte orientale del Regno, ossia la Marca Orientale (o del Friuli), in quattro contee: Verona, Friuli, Carniola e Istria (comprendente anche il Carso e parte della Carniola interna).
In seguito al trattato di Verdun, nell'843, il suo territorio entrò a far parte della Lotaringia poi assegnate al marchese Eberardo a cui succedettero prima il figlio Urnico e poi l'altro figlio Berengario.
Cessato il dominio franco con la deposizione di Carlo il Grosso, Berengario, divenuto re d'Italia, passò il marchesato aquileiese al suo vassallo Vilfredo che venne poi nell'895 da lui nominato marchese del Friuli e dell'Istria.

Morto Berengario, per limitare la potenza dei magravi del Friuli, re Ugo di Provenza staccò l'Istria dal marchesato aquileiese e vi pose il marchese Wintero come tenutario.
Nel 952 l'imperatore Ottone I obbligò il re d'Italia Berengario II a rinunciare alle contee “Friuli et Istria”, unendole al Impero romano-germanico e subordinandole al Ducato di Baviera tenuto dal suo fratellastro Enrico I a cui successe il figlio Enrico II.

Nel 976 passò al Ducato di Carinzia appena costituito dall'imperatore Ottone II.
Nel 1040, dopo la morte l'anno prima di Corrado II, Enrico III di Franconia fece dell'Istria una marca a sé, per dare a questa provincia un'organizzazione più adatta alla difesa e per indebolire i duchi di Carinzia, ai quali l'Istria era sottomessa. La nuova marca istriana divenne così “provincia immediata e feudo diretto dell'Impero”, L'autorità marchionale della nuova Marchia et Comitatus Histriae venne pertanto conferita dall'imperatore al conte/marchese Volrico od Urlico I della casa Weimar – Orlamünde.

L'attuale zona di Matterìa fece invece parte della Diocesi di Trieste, allora esercitante potere temporale su buona parte della Cicceria e del solco di Castelnuovo.
Nel 1077 l'imperatore Enrico IV costituì il Principato ecclesiastico di Aquileia che ebbe influenza, mediante apposito diploma emesso lo stesso anno, anche sulla marca di Carniola e sulla contea dell'Istria.
Nel 1081, quando il vescovo di Trieste divenne vassallo della chiesa d'Aquileia, il territorio di Matterìa passò anch'esso sotto il dominio dei patriarchi.
Dopo la pace di Treviso (1291, che affidava la fascia costiera occidentale istriana alla crescente potenza della Serenissima), il suo territorio rimase sotto il dominio dei patriarchi assieme a parte della Cicceria, mentre l'attigua e più meridionale alta valle Risano venne affidata al comune di Trieste, al tempo nemico del patriarca.
Nel trecento è attestata la penetrazione slava nell'allora zona deserta e inospitale di Matterìa.

Dopo la pace di Torino del 1381, suggellata dopo la fine della guerra tra i Genovesi e i Veneziani, tutto il solco di Castelnuovo, e quindi Matterìa, passò al Ducato di Carniola in mano ai duchi d’Austria.
Il 1420 segnò la fine del potere temporale dei patriarchi e Matterìa restò sotto il dominio asburgico, nella Carniola, dipendendo dalla Signoria di Castelnuovo; essa fu sede di un posto di dogana con l'attigua enclave di Slivia allora in mano alla goriziana Signoria di Schwarzenegg.
Nel 1508, durante la guerra austro-veneta, i Veneziani, comandati da Bartolomeo d'Alviano, occuparono il solco di Castelnuovo e gran parte della Cicceria.

Dal 1512, a seguito della riforma imperiale voluta da Massimiliano I, la Carniola entrò nel quindi nel Circolo austriaco del Sacro Romano Impero.

Con il trattato di Noyon, seguito dal trattato di pace di Worms (1523) e dal lodo arbitrale di Trento del 1535 (che sancì, tra Veneziani e il nuovo imperatore Carlo V, quanto stabilito tra le parti nel 1523) Matterìa tornò definitivamente in mano imperiali.
Col trattato di Schönbrunn del 1809 entrò a far parte delle Province Illiriche per rientrare poi in mano austriaca col Congresso di Vienna nel 1815 nel Regno d'Illiria come comune autonomo, che comprendeva gli insediamenti (naselja) di Baccia di Matteria (Bač pri Materiji), Patisane (o Pusane) (Povžane) e Rosizze (Rožice); passò in seguito sotto il profilo amministrativo al Litorale austriaco nel 1849 sempre come comune autonomo che si ingrandì assorbendo anche gli insediamenti di Artuise (Artviže), Bresovizza Marenzi (Brezovica), Bresovoberdo (Brezovo Brdo), Calcizza (Kovčice), Coticcina (Hotniča), Dulna (Odolina), Erpelle (Hrpelje), Golazzo (Golac), Gradiscizza (Gradišica), Loccegrande (Velike Loče), Marcossina (Markovšina), Mersane (Mrše), Orecca (Orehek pri Materiji), Ostrovizza (Ostrovica), Scandaussina (Skadanščina), Slivia di Castelnuovo (Slivje), Sloppe (Slope), Tatre (Tatre), e Tubliano (Tulje pri Hrpeljah) ora nel comune di Erpelle-Cosina e Cosiane (Kozjane), ora nel comune di Divaccia e Gelovizza (Jelovica) e Vodizze di Castelnuovo (Vodice) ora nel comune croato di Lanischie.

La località nel XIX secolo fu conosciuta anche come San Marco.
Dopo la prima guerra mondiale passò, come tutta la Venezia Giulia, al Regno d'Italia; il comune venne inserito nel circondario di Volosca-Abbazia della provincia dell'Istria. L'anno successivo passò al circondario di Capodistria.
Nel 1928 il comune di Matteria venne distaccato dalla provincia dell'Istria ed assegnato a quella del Carnaro.
Fu soggetta alla Zona d'operazioni del Litorale adriatico (OZAK) tra il settembre 1943 e il maggio 1945. Fin dal giugno 1945, trovandosi a sud-est della linea Morgan, entrò nella zona ad amministrazione jugoslava e a seguito del trattato di Parigi nel 1947 definitivamente a far parte della Jugoslavia; dal 1991 fa parte della Slovenia.

## Alture principali
Spičnik, mt 776; Matarski vrh, mt 803